# Piet de Jong (artiste)
Pour l'homme d'État néerlandais, voir Piet de Jong.

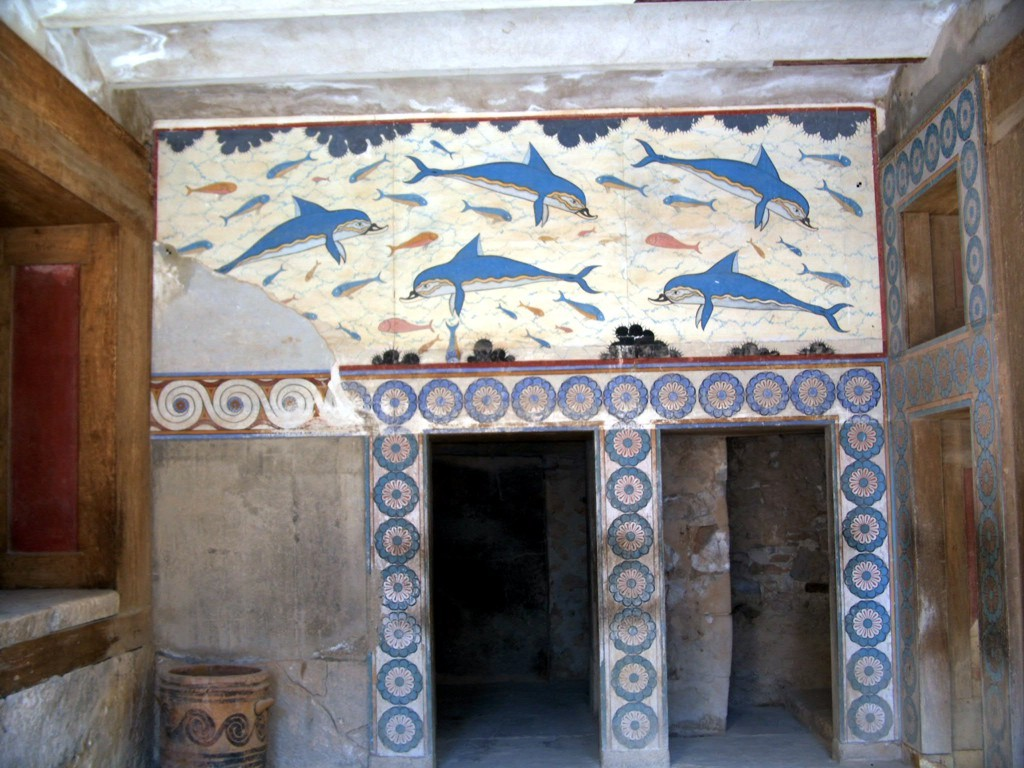
Restauration de la frise dite « des dauphins » dans le palais minoen à Cnossos, en Crète, par Piet de Jong.

Piet Christiaan Leonardus de Jong (né le 8 août 1887, mort le 20 avril 1967) est un architecte et un dessinateur britannique qui a travaillé à l'illustration et à la restauration de sites archéologiques méditerranéens, parmi lesquels Mycènes avec l'archéologue Alan Wace, Cnossos avec Arthur Evans puis Sinclair Hood, Zygouries et Corinthe avec Carl Blegen, ainsi qu'à Eutresis, Gordion et l'agora d'Athènes. Il disposait d'une formation d'architecte, domaine dans lequel il a remporté plusieurs prix, mais n'avait pas de formation d'archéologue, d'où des extrapolations dans certaines de ses reconstitutions.